# راجنار هولم
راجنار هولم (بالسويدية: Ragnar Holm)‏ هو فيزيائي سويدي، ولد في 6 مايو 1879، وتوفي في 28 فبراير 1970.